# Tehilim (film)
Pour les articles homonymes, voir Tehilim.
Pour plus de détails, voir Fiche technique et Distribution.
Tehilim est un film dramatique franco-israélo-américain sorti en 2007. Il s'agit du cinquième long métrage de Raphaël Nadjari. Il est présenté dans différents festivals. Après sa trilogie américaine (The Shade, I Am Josh Polonski's Brother, Apartment #5C), et après Avanim, le cinéaste poursuit son travail en Israël avec ce film, et, en 2009, avec Une histoire du cinéma israélien.
Le titre hébreu signifie "Psaumes".

## Synopsis
L'action se déroule à Jérusalem, dans une famille ashkénaze. Éli Frankel amène ses fils Menachem et David à l'école en voiture. En chemin, ils sont victimes d'un accident, provoqué ou non : le fait est que la voiture saute sur un trottoir, sans aucune autre implication extérieure et la rapidité de l'événement fait qu'on n'en comprend pas très bien les circonstances. Tandis que Menachem va chercher du secours, son père a disparu. Il est impossible à retrouver. Dès lors commence pour la famille une vie nouvelle, tiraillée entre la tradition et ses rites de deuil, les nécessités de la vie qui continue, les comptes bancaires à débloquer, et l'aspiration confuse des deux enfants et de leur mère Alma à retrouver, d'une façon ou d'une autre, leur père, le remplacer, vivre une autre vie.

## Fiche technique
- Titre original : Tehilim
- Réalisation : Raphaël Nadjari
- Scénario : Raphaël Nadjari, Vincent Poymiro
- Directeur de la photographie : Laurent Brunet
- Assistant réalisateur:Frédéric-Guillaume Lefebvre
- Musique: Nathaniel Mechaly
- Montage :  Sean Foley
- Production : Geoffroy Gison, Marek Rozenbaum, Itai Tamir et Fred Bellaïche
- SOFICA : Cofinova 2
- Sociétés de distribution : Haut et Court,  France ; Transfax Film Productions,  Israël
- Pays :  France -  Israël -  États-Unis
- Langue originale : hébreu
- Genre : drame
- Durée : 96 minutes
- Sortie en salle : 30 mai 2007 au cinéma ( France)

## Distribution
- Michael Moshonov (en) : Menachem, le fils aîné
- Limor Goldstein : Alma, la mère
- Yonathan Alster (V. F. : Gabriel Bismuth-Bienaimé) : David, le fils cadet
- Shmuel Vilojni : Éli, le père
- Ilan Dar : Schmuel, le grand-père
- Yohav Hayit : Aharon, l'oncle
- Reut Lev : Dvora, la tante
- Dov Berkovitz : le rabbin
- Naomi Tzvick : la grand-mère
- Robert Hoenig : l'inspecteur Kaufman

## Distinctions
- Sélection officielle (Israël) au 60e Festival de Cannes 2007.
- Présenté au Museum of Modern Art de New York.
- Prix du meilleur film du Festival Tokyo Filmex 2007.

## Analyse
Tourné, comme Avanim, en numérique haute définition, ce film met lui aussi la métaphore privée au service d'une réflexion sur la société israélienne contemporaine, prise dans les contradictions entre les tenants d'une tradition figée, ritualisée, pieuse, et néanmoins humaine et chaleureuse, ou en tous les cas présente dans l'épreuve, et ceux qui veulent vivre autrement, secouer les jougs des clans religieux, des parents ou même des groupes d'amis, les fils, Menachem et David, qui, chacun à sa façon, veulent fonder les repères d'un autre avenir, les femmes qui aspirent à une autre condition.
La disparition du père, c'est aussi comme la disparition de Dieu, problème récurrent dans Israël d'aujourd'hui, déchiré entre religion et laïcité. Dieu parti, que reste-t-il pour fonder le lien familial et social ? Plus universellement peut-être, une autre métaphore : que reste-t-il de la foi lorsque la catastrophe est là ? Suffit-il de réciter les Psaumes pour que le père revienne ? Jamais pourtant, le film ne critique la religion, il observe, montre, et prend la mesure de chacune des composantes sociales de la situation.
Un peu comme pour Avanim, le film a été recréé sur le plateau, à partir pourtant d'un script très écrit.